# Althaeus hibisci
Althaeus hibisci är en skalbaggsart som först beskrevs av Olivier 1795.  Althaeus hibisci ingår i släktet Althaeus och familjen bladbaggar. Inga underarter finns listade i Catalogue of Life.